# Bleichen (Opfenbach)
Bleichen (westallgäuerisch: Bloichǝ) ist ein Gemeindeteil der Gemeinde Opfenbach im bayerisch-schwäbischen Landkreis Lindau (Bodensee).

## Geographie
Der Weiler liegt circa 2,5 Kilometer nordöstlich des Hauptorts Opfenbach und er zählt zur Region Westallgäu. Nördlich der Ortschaft fließt die Leiblach, die auch in diesem Bereich die Gemeindegrenze zu Hergatz bildet.

## Ortsname
Der Ortsname stammt entweder vom Familiennamen Bleich für der Bleiche, der Blasse oder vom Flurnamen Bleicke für Stelle, wo das nackte Gestein zu Tage tritt, Erdrutsch. Somit bedeutet der Ortsname (Ansiedlung) des Bleich oder (Ansiedlung) an einer durch einen Erdrutsch gekennzeichneten Lage.

## Geschichte
Bleichen wurde erstmals urkundlich im Jahr 1491 als zů den Blaicken erwähnt. 1770 fand die Vereinödung des Orts mit drei Teilnehmern statt. Bleichen gehörte einst dem Gericht Simmerberg in der Herrschaft Bregenz an.